# Alfred Traugott Mörstedt
Alfred Traugott Mörstedt (* 15. März 1925 in Erfurt; † 8. April 2005 in Erfurt) war ein deutscher Maler, Zeichner, Buchgestalter und Grafiker. Er schuf zwischen 1963 und 2005 ein umfangreiches künstlerisches Werk und war Mitbegründer der „Erfurter Ateliergemeinschaft“ (1963–1974), die non-konformen und kritischen Künstlern der DDR in Erfurt eine Ausstellungsmöglichkeit bot. Mörstedts Künstlername war „ATM“, mit dem er auch die meisten seiner Werke signierte.

## Leben und Werk

### Herkunft, Schule, Studium
Mörstedts Vater war Artist. Als Panzerfunker nahm Mörstedt ab 1943 am Zweiten Weltkrieg teil. Er erlitt 1945 eine schwere Verwundung und kehrte nach Erfurt zurück. 1947/48 besuchte Mörstedt die Meisterschule für angewandte Kunst in Erfurt. Es folgte von 1948 bis 1951 ein Studium an der Hochschule für Baukunst und Bildende Kunst in Weimar bei Hermann Kirchberger und Otto Herbig. Durch Hanns Hoffmann-Lederer bekam Mörstedt die Klee'sche Formenlehre vermittelt. Mit der Gründung der DDR wurden Umstrukturierungen im Hochschulwesen vorgenommen, aber auch der damalige stalinistisch-sozialistische Kunstbegriff durchgesetzt. Wegen politisch nicht opportuner Ansichten im Rahmen der sog. Formalismus-Debatte wurde Mörstedt von der Hochschule gedrängt. Er setzte sein Studium von 1951 bis 1952 bei Arno Mohr an der Hochschule für Bildende und Angewandte Kunst in Berlin-Weißensee fort.

### Frühe Schaffensperiode
Nach seinem Studium in Erfurt, Weimar und Berlin ließ sich Mörstedt wieder in Erfurt nieder und war ab 1952 als angestellter Gebrauchswerber tätig. Daneben beschäftigte er sich mit der Kunst und Technik des Batikens. Mehrere Studienaufenthalte in der Rhön bei Batik-Altmeister Richard Dölker gaben hier wichtige Impulse. Ab 1954 war Mörstedt als Entwurfsgestalter in der vogtländischen Textilindustrie tätig. Berufstätigkeit und künstlerische Absichten ließen sich in der Beschäftigung mit der Batik verbinden, denn abstrakte Formengebilde konnten hier weitgehend frei von staatlichen Repressionen erprobt werden.
Ab 1960 arbeitete Mörstedt freischaffend zunächst als Kunsthandwerker (Batik), bald auch als Maler und Grafiker in Erfurt. Erste Druckgrafik findet sich in Mörstedts Œuvre Mitte der sechziger Jahre. Mörstedt befand sich jedoch in einer Situation, die – abgesehen von Batik, von der er sich jedoch zu Gunsten von Malerei und Grafik zunehmend zurückzog – kaum eine Ausstellungsmöglichkeit von öffentlicher Seite vorsah. Daher traf er sich mit befreundeten Künstlern 1963 im Atelier des Bildhauers Waldo Dörsch in der Neuwerkstraße 29 (Haus Weinreiter) in Erfurt, um eigenständig Ausstellungen zu planen. Die aus diesem Treffen hervorgegangene „Erfurter Ateliergemeinschaft“ eröffnete am 15. Dezember 1963 ihre erste Ausstellung mit Arbeiten von Waldo Dörsch im ehemaligen Dachatelier von Rolf Dieß. Ziel der Gemeinschaft war es, sich mit den Werken und künstlerischen Ansätzen von Kollegen sowie mit ästhetischen Fragestellungen in Ost und West auseinanderzusetzen. Gezeigt werden sollten Künstler, die, ähnlich wie Mörstedt, im offiziellen Kulturbetrieb der DDR nicht ausstellen konnten.
Im Zeitraum von 1964 bis 1974 realisierte die Ateliergemeinschaft insgesamt 45 Ausstellungen non-konformer und kritischer Kunst. Zudem wurde in jedem Jahr eine Grafikmappe erstellt. Die Ateliergemeinschaft schuf damit ein einzigartiges Modell einer selbstbestimmten Produktions- und Künstlergalerie in einer Zeit, die von kulturpolitischen Repressionen bestimmt war.

### Beobachtung durch die DDR-Staatssicherheit und Rehabilitierung
Informationen zu Tätigkeiten und dem Personenkreis um Mörstedt wurden ab 1976 mit der Einleitung eines „Operativen Vorganges“ unter dem Decknamen „Graphik“ vom Ministerium für Staatssicherheit der DDR beobachtet und festgehalten. Im beruflichen und privaten Alltag wurde Mörstedt wiederholt von staatlichen Stellen benachteiligt und unter Druck gesetzt. Dennoch arbeitete Mörstedt weiter an seinem künstlerischen Werk und seiner eigenen künstlerischen Entwicklung. Er war bis 1990 Mitglied des Verbands Bildender Künstler der DDR und hatte in der DDR und im Ausland eine bedeutende Zahl von Ausstellungen, darunter wichtige zentrale Ausstellungen wie 1977/78 und 1982/83 die VIII. und IX. Kunstausstellung der DDR in Dresden. Er konnte eine Anzahl von Studienreisen ins Ausland unternehmen, darunter 1953 nach Holland, 1975 nach Ägypten und 1979 in die Bundesrepublik.
Er veröffentlichte bis in das Jahr 2005 eine Vielzahl an Werkverzeichnissen und Künstlerbüchern.
Zugleich hinterließ die staatliche Repression jedoch zahlreiche Spuren in seinem Œuvre. So sind verschiedene Bildmotive und Bildtitel Anspielungen auf politische Ereignisse bzw. auf die repressive politische Lage. Auch Mörstedts Entwicklung als Künstler muss – unter anderem – vor dem Hintergrund ständiger staatlicher Bevormundung gesehen werden. 1996 erfolgte durch das Landesamt für Rehabilitierung und Wiedergutmachung die Anerkennung als politisch Verfolgter.

### Letzte Lebensmonate des Künstlers
Bis zuletzt arbeitete Mörstedt an seinen Bildfindungen und an seiner Entwicklung als Künstler. Seine letzten Lebensmonate waren von einem nochmals gesteigerten Arbeitsdrang und von Unrast auf der Suche nach neuen Bildfindungen geprägt. Dennoch konnte z. B. das Künstlerbuch „Die Verbeugung nach dem Salto mortale“ nicht mehr in der vorgesehenen Auflage vollendet werden. Erst wenige Monate vor seinem Tod empfand Mörstedt, dass er in seinem lebenslangen Ringen um eine eigene, in sich stimmige und konsistente künstlerische Ausdruckssprache am Ziel angekommen sei. 

## Alfred T. Mörstedt-Stiftung
Die Alfred T. Mörstedt-Stiftung ist eine gemeinnützige Stiftung. Sie wurde am 15. März 2013, dem 88. Geburtstag des Künstlers, im Thüringer Landesmuseum Heidecksburg ins Leben gerufen. Stifterin war die Witwe Helga Johanna Mörstedt, die 2017 verstarb. Fast der gesamte künstlerische Nachlass von Alfred T. Mörstedt, darunter 182 Werke aus der Weimarer Studienzeit, 400 Druckgraphiken, 158 Druckplatten und -stöcke, 550 Werke auf Papier sowie zahlreiche Skizzenhefte, Batiken, illustrierte Bücher und Kataloge, wurde daher auf die Heidecksburg verbracht.
Aufgabe der Stiftung ist es, das Werk Mörstedts dauerhaft zu bewahren, es zugleich wissenschaftlich aufzubereiten und öffentlich zugänglich zu machen. Seit Gründung der Stiftung werden die Kunstwerke systematisch erfasst, digitalisiert, konservatorisch behandelt, und fachgerecht archiviert. Eine erste Werkschau unter dem Titel „Kabinettstücke“ konnte als Sonderausstellung in Zusammenarbeit mit dem Landesmuseum Heidecksburg vom 18. Oktober bis 31. Dezember 2013 gezeigt werden.
Anlässlich seines 90. Geburtstages im Jahr 2015 wurden in der Ausstellung „Stunde der blauen Schmetterlinge“ Werke aus dem künstlerischen Schaffen zwischen 1958 und 2005 gezeigt, darunter auch bislang unveröffentlichte Arbeiten aus seiner Weimarer Studienzeit sowie Arbeiten für die Textilindustrie. Zur Jubiläumsausstellung wurde eine Begleitpublikation veröffentlicht.
Die Stiftung ergänzt ihre Sammlung an Kunstwerken regelmäßig durch die Annahme von Schenkungen, aber auch durch Ankäufe. Ende 2016 konnte die Stiftung eine Schenkung des Leipziger Ehepaares Karl Ottomar und Rosemarie Treibmann entgegennehmen.
Die Stiftung ist von der Thüringer Stiftungsaufsicht anerkannt, ihre Gemeinnützigkeit wurde vom zuständigen Finanzamt bestätigt. Die Stiftung und der Vorstand sind im nationalen Transparenzregister eingetragen.

## Ehrungen (Auswahl)
- 1. Preis der „11. Internationalen Kleingraphik-Ausstellung“. Barcelona, Cadaques 1991
- Kulturpreis der Stadt Erfurt 1997
- Bundesverdienstkreuz am Bande 1998
- Preis „Nordwestkunst 98“, Wilhelmshaven 1998

## Publikationen (Auswahl)
- Werkverzeichnis 1 (1963–1969), Eigenverlag, 1970
- Werkverzeichnis 2 (1969–1976), Künstlerpodium 1 der Winckelmann-Gesellschaft, 1977
- Werkverzeichnis Druckgraphik, Eigenverlag, 1983
- Künstlerbuch Reflexionen 1, hrsg. von Jens Henkel, Rudolstadt 1985
- Werkverzeichnis 3. Zeichnungen, Aquarelle, Gouachen, Collagen 1976–1989, hrsg. vom Angermuseum, Erfurt 1990
- Künstlerbuch Einschlüsse. Aufbrüche, Harald Gerlach, A. T. Mörstedt. Burgart, Rudolstadt 1991
- Mörstedt. Collagen Fachwerkpyramide oder Wenn die Ägypter mehr Holz besessen hätten. Vorwort Harald Gerlach. Burgart, Rudolstadt 1993
- Werkverzeichnis 4 (1989–1995), hrsg. von der Projektgruppe Malabon und Dritte Welt, Herzogenrath 1995
- Künstlerbuch ATM – Zeichen. „e.a.“Graphikgalerie Zimmermann, Erfurt 2000. Originalgrafik
- Alfred Traugott Mörstedt: Weimar, ein Beginn. Burgart, Erfurt 2000
- Gesagt – Getan. Burgart, Rudolstadt

1. Wortmeldungen 1982–2003
2. Werkverzeichnis der Druckgraphik 1956–2005.

- Künstlerbuch Die Verbeugung nach dem Salto mortale. Texte und Graphik zum 80. Geburtstag. Burgart, Rudolstadt 2005
- Ulli Wittich: Alfred T. Mörstedt. Ausstellungskatalog, Thüringer Museum (Eisenach), 5. Dezember 1971 – 27. Februar 1972
- Kabinett-Stücke. Galerie am Markt, Ausstellungskatalog Dezember 1992 – Januar 1993. Mit Annerose Kirchner: Magische Metamorphosen. Gedanken zu ATM, und Erneut in eigener Sache, von ATM

## Werke in Sammelwerken
- Das Studio: Die Collage in der Kunst der DDR. Ausstellungskatalog. Staatliche Museen zu Berlin, 1975
- Horst Simon (Hrsg.): Zwischen Erzählen und Schweigen. Ein Buch des Erinnerns und Gedenkens. Franz Fühmann zum 65. Hinstorff, 1987
- Henryk Bereska, Kedron Barrett (Hrsg.): Burgschreiber zu Beeskow. Märkische Streifbilder. Lyrik und Prosa. Texte Wolfgang de Bruyn u. a. Aphaia, Berlin 2003 ISBN 3-926677-40-6

## Als Illustrator (Auswahl)
- Daniel Stoppe: Der Parnaß im Sättler. Derbdreiste Lieder und Episteln. Hrsg. und Auswahl: Eberhard Haufe. Gustav Kiepenheuer, Weimar 1977. – 16 farbige Blätter von ATM
- Kristian Pech: Reyn pflantzlicke Lybe. Eyn gutt halp schock spryche alfabettisch, von akeley und astern bis zwiebel. Hinstorff, Rostock 1985. Ill. ATM
- Harald Gerlach: Vermutungen um einen Landstreicher. Geschichten. Aufbau Verlag, Berlin 1973 u. ö. Graphiken ATM
  - Das Graupenhaus. Nachwort Wulf Kirsten. Edition Neue Texte. Aufbau, Berlin 1976 u.ö. Graphiken aus der Mappe „Unstrutland“ von ATM
- Franz Fühmann: Der Geliebte der Morgenröte. Erzählungen. Hinstorff, 1978 u. ö.
  - Schlipperdibix und Klapperdibax. Zwei Kasperlestücke. Hinstorff, 2. Aufl. 1989, ISBN 978-3-356-00264-5 Ill. ATM
- Ingrid Prignitz (Hrsg.): Urworte deutsch. Das einfallsreiche Rotkäppchen. Aus Steputats Reimlexikon, gezogen von Franz Fühmann. Hinstorff, Rostock 1989 ISBN 3-356-00150-7. Collagen ATM